# 周小松
周小松，名鼎，江苏扬州人；是清代道光、咸丰、同治年间的围棋大国手，和另一位国手陈子仙并称“陈周”。周年轻时从国手秋航学弈，对垒百余局。21岁成国手，与陈子仙、李湛源等名家屡次角逐，有盛誉。同治年间游安徽，与当地名手和陈子仙对弈，晚年棋艺天下无敌，晚清多数名手受其指导。周小松被称为“最后的大国手”。周小松著作颇丰，主要著作《新旧弈谱汇选》四卷。